# Jeßnigk

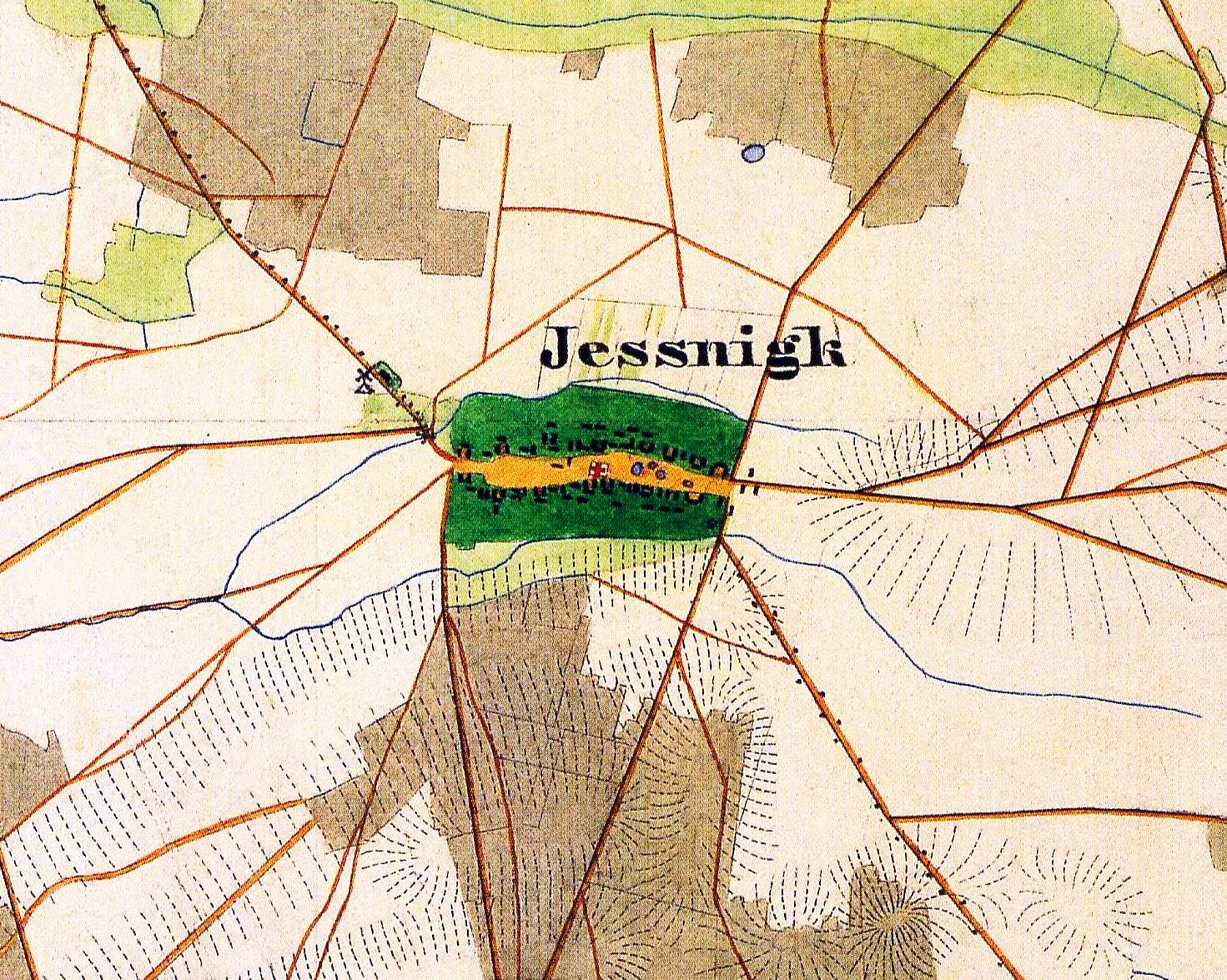
Jeßnigk auf einem Urmesstischblatt (1847)

Jeßnigk ist ein Ortsteil von Schönewalde, einer Kleinstadt im Norden des Landkreises Elbe-Elster, im Süden Brandenburgs.

## Lage
Jeßnigk liegt zwischen Dahme/Mark und Herzberg/Elster, etwa 9 km südöstlich von Schönewalde an der L 72, die von Linda (Elster) über Schönewalde nach Kolochau führt. In Jeßnigk beginnt mit der L 721 außerdem eine Landstraße die über Werchau nach Wiepersdorf führt.
Der Ort liegt inmitten einer sanften Hügellandschaft, am Rande des Übergangs zum Elbe-Elster-Tiefland, welches südwestlich des Ortes beginnt.

## Geschichte

### Urkundliche Ersterwähnung, Ortsname und Ortsgeschichte
Die erste urkundliche Erwähnung des Angerdorfs Jeßnigk erfolgte im Jahre 1383 als Jessenken. 1421 taucht dann die Bezeichnung Jessenigk auf. Der Ortsname ist slawischen Ursprungs und bedeutet so viel wie Siedlung an einem Eschengehölz. Eine alte Esche stand ursprünglich auch neben der alten Schule, einem Fachwerkhaus aus dem 19. Jahrhundert, und war nach 1945 das Siegelmotiv. Die alte Schule wurde restauriert und wird als Wohnung und Gemeindehaus genutzt.
Im Rahmen der nationalsozialistischen Germanisierung sorbischstämmiger Ortsnamen hatte der Landrat des Kreises Schweinitz 1937 mit Zustimmung der Gemeinde beantragt, Jeßnigk in „Eschenhagen“ umzubenennen und so den sorbischen Namen zu tilgen. Anders als in anderen Regionen scheiterte die Umbenennung hier jedoch an der Ablehnung des zuständigen Regierungspräsidenten.
Im Jahr 2010 wurde die neue Sternwarte eröffnet, wo sich alljährlich im Herbst Hobbyastronomen mit ihren Fernrohren zum Herzberger Teleskoptreffen versammeln.

### Administrative Zugehörigkeit
Ursprünglich gehörte Jeßnigk zum kursächsischen Amt Schlieben.
Nach den Bestimmungen des Wiener Kongresses im Jahre 1815 gelangte Jeßnigk dann aber vom Königreich Sachsen zum Regierungsbezirk Merseburg der preußischen Provinz Sachsen und es entstand 1816 der Kreis Schweinitz. Mit der 1952 in der DDR durchgeführten Gebietsreform kam Jeßnigk zum neu gegründeten Kreis Herzberg.
Nach der Wende lag Jeßnigk zunächst im Landkreis Herzberg/Elster. In Folge der kurze Zeit später erfolgenden Kreisreform in Brandenburg am 6. Dezember 1993 wurde die Gemeinde Jeßnigk dem neu gegründeten Landkreis Elbe-Elster zugeordnet. Am 31. Dezember 1998 schloss sich Jeßnigk mit drei weiteren Gemeinden zu Themesgrund zusammen. Themesgrund wiederum schloss sich am 31. Dezember 2001 mit drei weiteren Gemeinden (Heideeck, Wildberg, Schönewalde) zur heutigen Stadt Schönewalde zusammen.

### Bevölkerungsentwicklung
| 1875 | 400 |  | 1946 | 566 |  | 1989 | 375 |  | 1995 | 372 |
| 1890 | 400 |  | 1950 | 557 |  | 1990 | 371 |  | 1996 | 368 |
| 1910 | 400 |  | 1964 | 466 |  | 1991 | 358 |  | 1997 | 369 |
| 1925 | 404 |  | 1971 | 446 |  | 1992 | 358 |  | 1998 |     |
| 1933 | 389 |  | 1981 | 398 |  | 1993 | 362 |  | 1999 |     |
| 1939 | 379 |  | 1985 | 374 |  | 1994 | 368 |  | 2000 |     |

## Kultur und Sehenswürdigkeiten

### Baudenkmäler

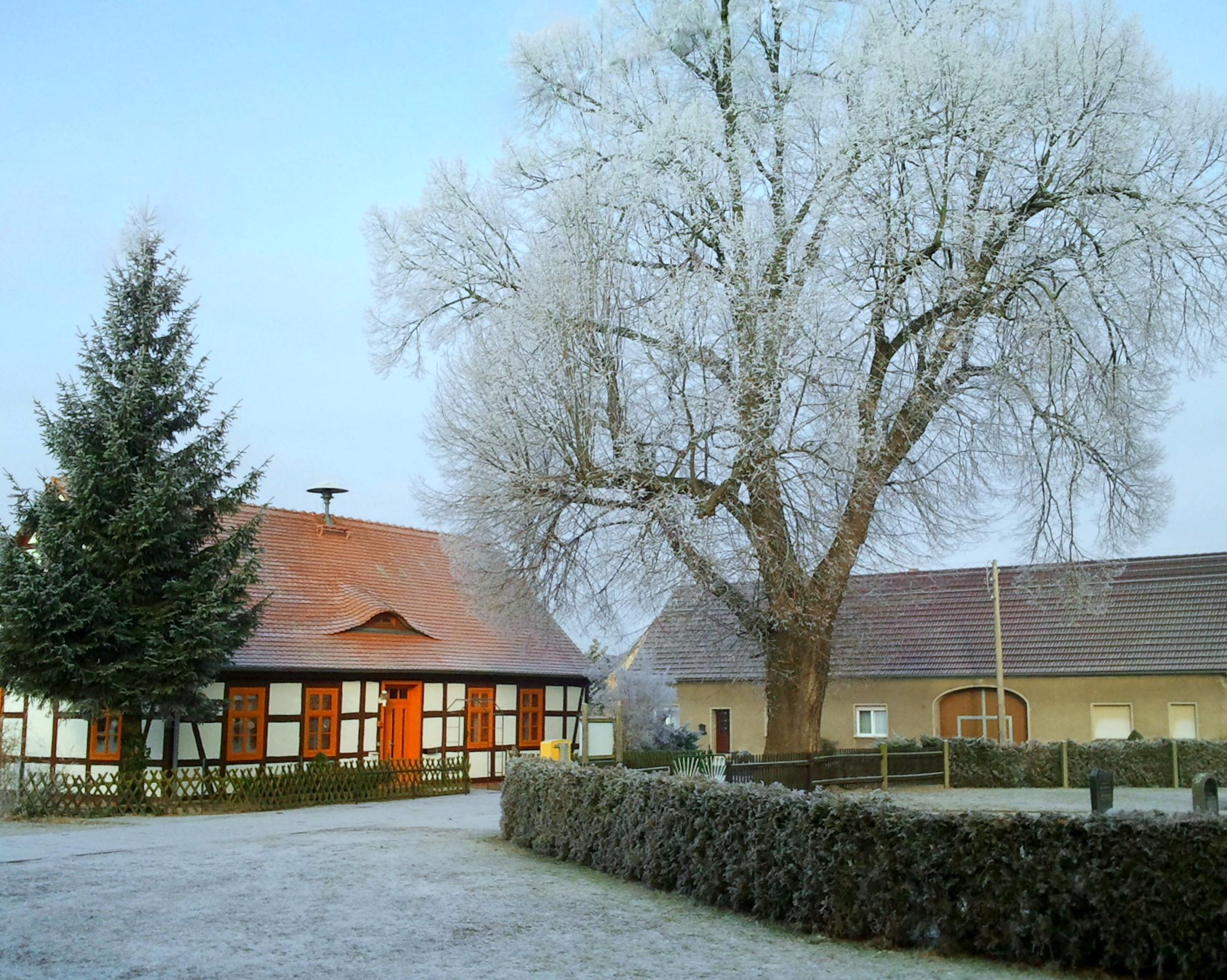
Die alte Jeßnigker Schule (2012)

Im Ort befinden sich mehrere unter Denkmalschutz stehende Gebäude. Bei der Jeßnigker Dorfkirche handelt es sich um einen verputzten frühgotischen Feldsteinbau aus der Zeit um Jahr 1300. Im Jahr 1904 wurde sie im Stil des Barocks umgebaut. Seit 1990 ist sie restauriert, wodurch die Feldsteine äußerlich nicht mehr erkennbar sind. Der ursprünglich neben der Kirche stehende Glockenturm aus Holz wurde 1904 abgerissen. Die Kirche wurde später aufgestockt und die Glocken im Kirchturm aufgehängt. Das Glockengeläut erfolgt seit 1994 elektrisch.
Des Weiteren stehen in der Gegenwart beide Gebäude der einstigen Jeßnigker Dorfschulen unter Denkmalschutz. Das Gebäude der alten Dorfschule ist westlich der Kirche zu finden. Dabei handelt es sich um einen eingeschossigen Fachwerkbau mit einem Satteldach, der Anfang des 19. Jahrhunderts errichtet wurde. Die neue Dorfschule wurde von 1949 bis 1950 errichtet. Hier handelt es sich um einen eingeschossigen Ziegelbau mit einem Satteldach. Diese dokumentiert den frühen Landschulbau und gesellschaftlichen Wandel nach dem Zweiten Weltkrieg.
Außerdem stehen die Durchfahrts- und Stallscheunen der Grundstücke Jeßnigk 20, 87 und 92 unter Denkmalschutz, welche im 19. Jahrhundert errichtet wurden.

### Regelmäßige Veranstaltungen und Vereinsleben
Im Mehrzweckgebäude ist ein Jugendclub untergebracht.
Zur Fastnacht findet das Zampern, eine sorbische Tradition, Männerfastnacht, Kinderfasching und ein bunter Abend statt. Außerdem gibt es im Lauf des Jahres ein Osterfeuer, eine Frauentagsfeier, eine Himmelfahrtsparty, ein großes Dorffest und eine Silvesterparty. Das herausragendste Ereignis eines Jahres stellt das jährlich im Herbst in Jeßnigk stattfindende Herzberger Teleskoptreffen (HTT) dar. Durch die großstadtferne Lage des Ortes bieten sich hier optimale Sichtbedingungen, denn Jeßnigk stellt bei Nacht einen der dunkelsten Orte Europas dar.

## Galerie

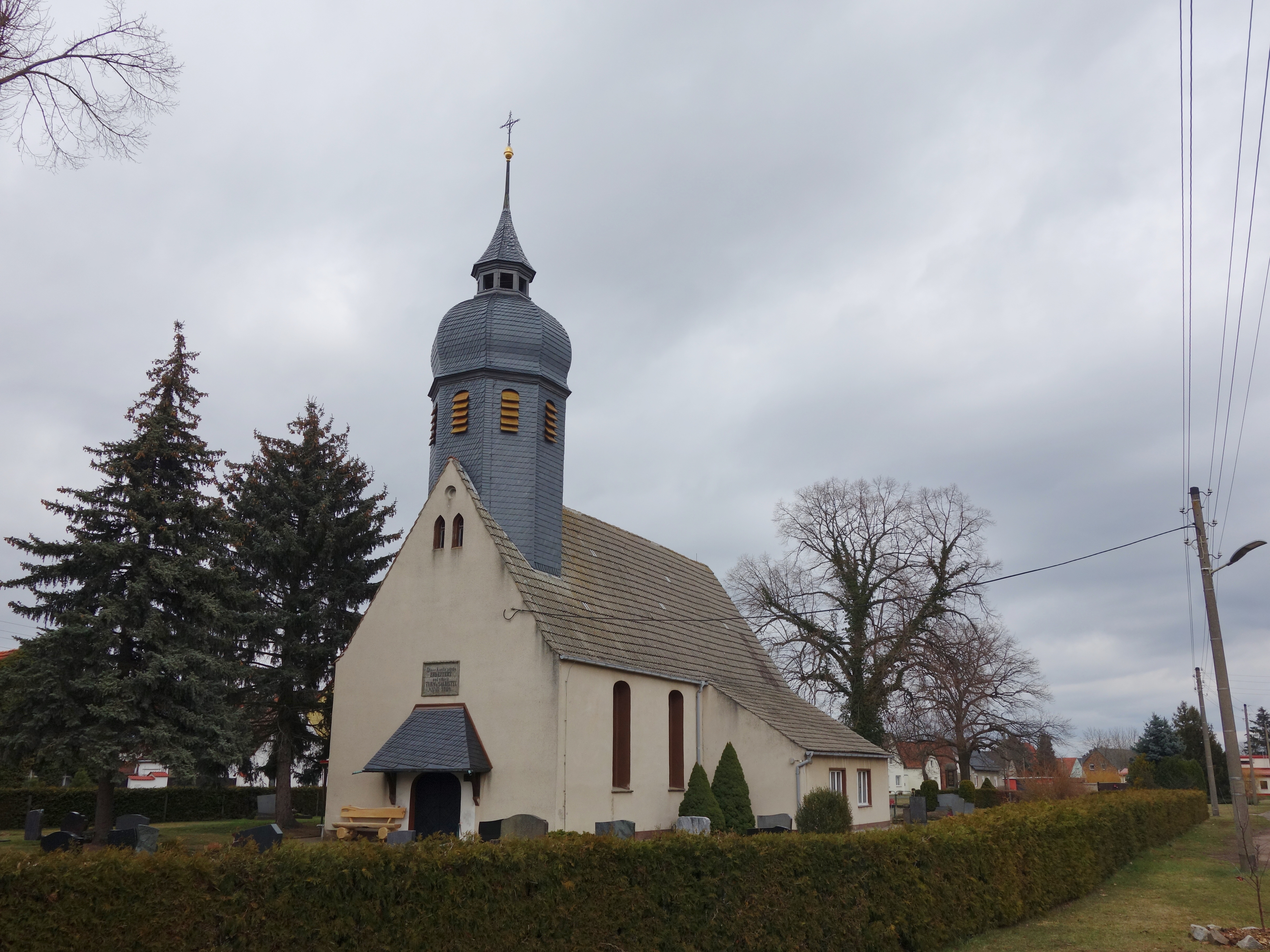
Kirche
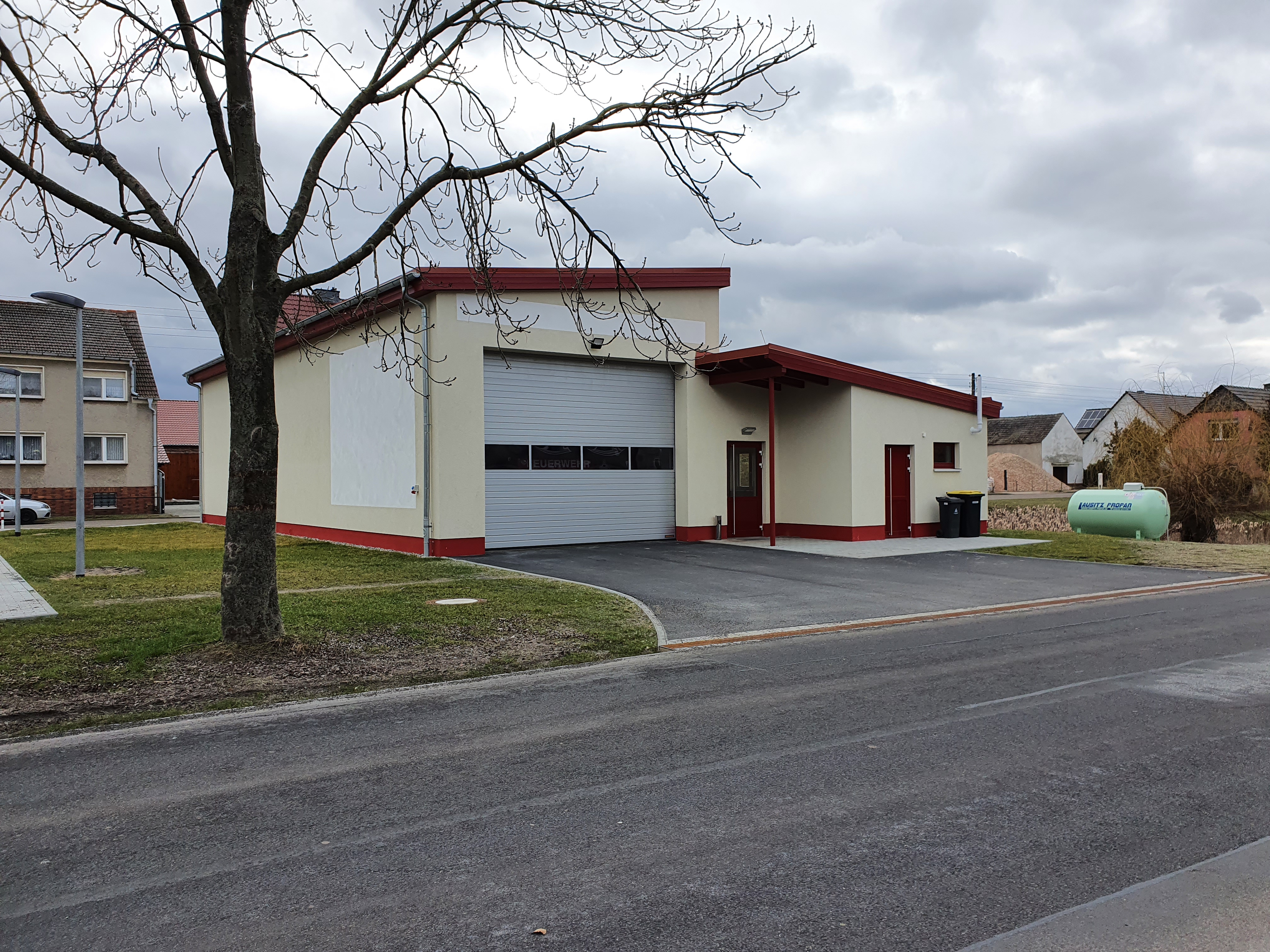
Feuerwehr
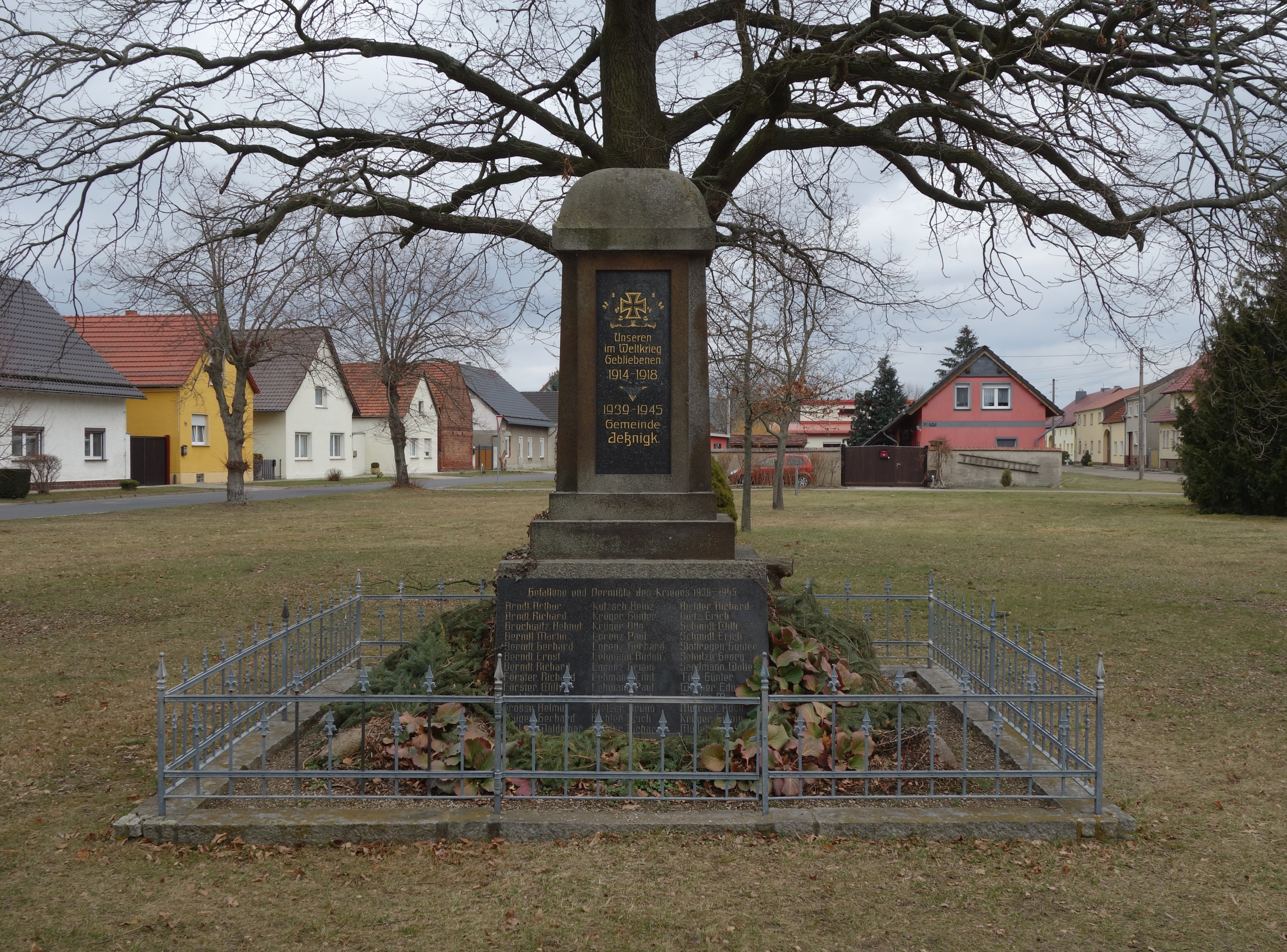
Gefallenendenkmal 1914–18
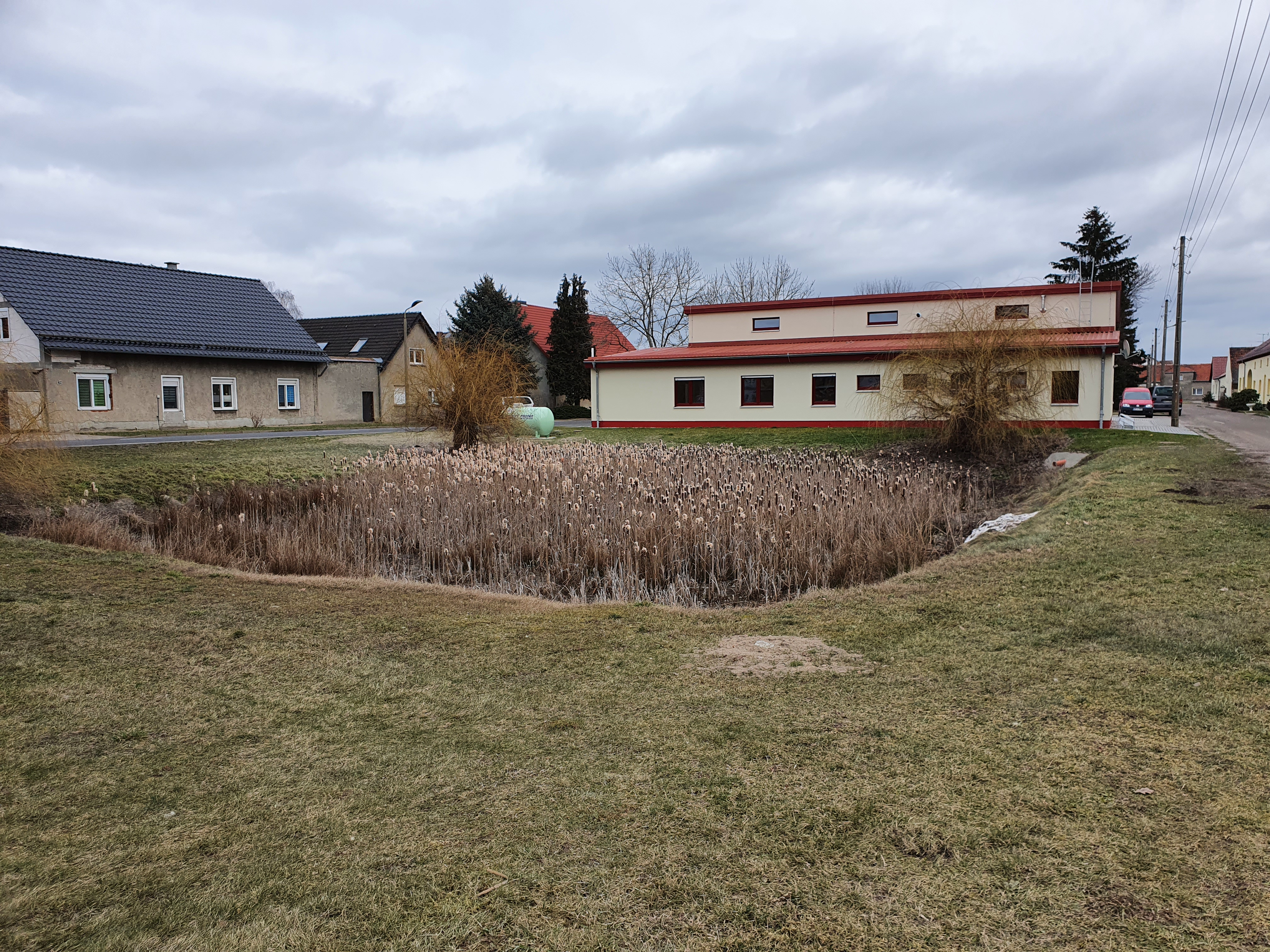
Dorfteich
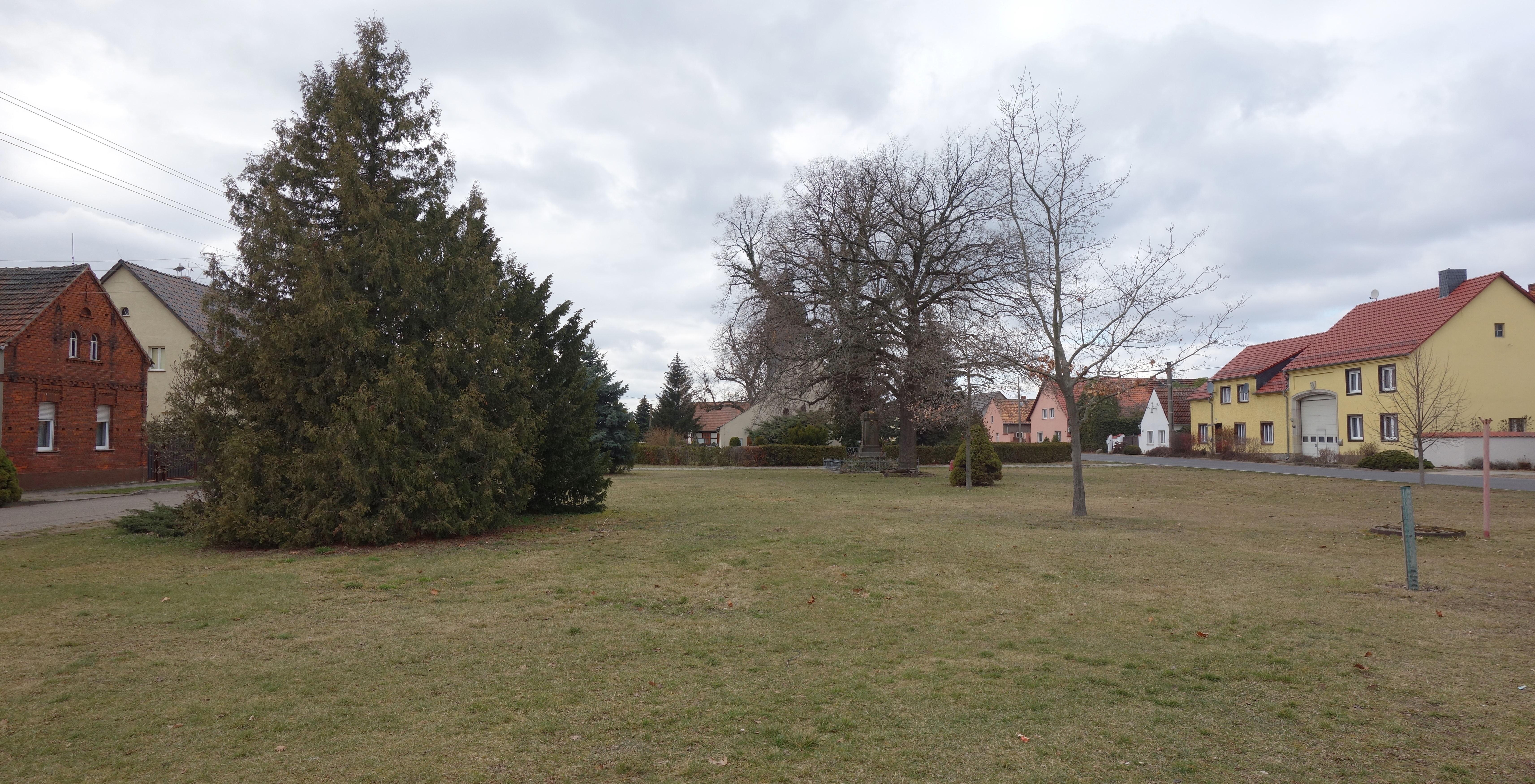
Dorfanger
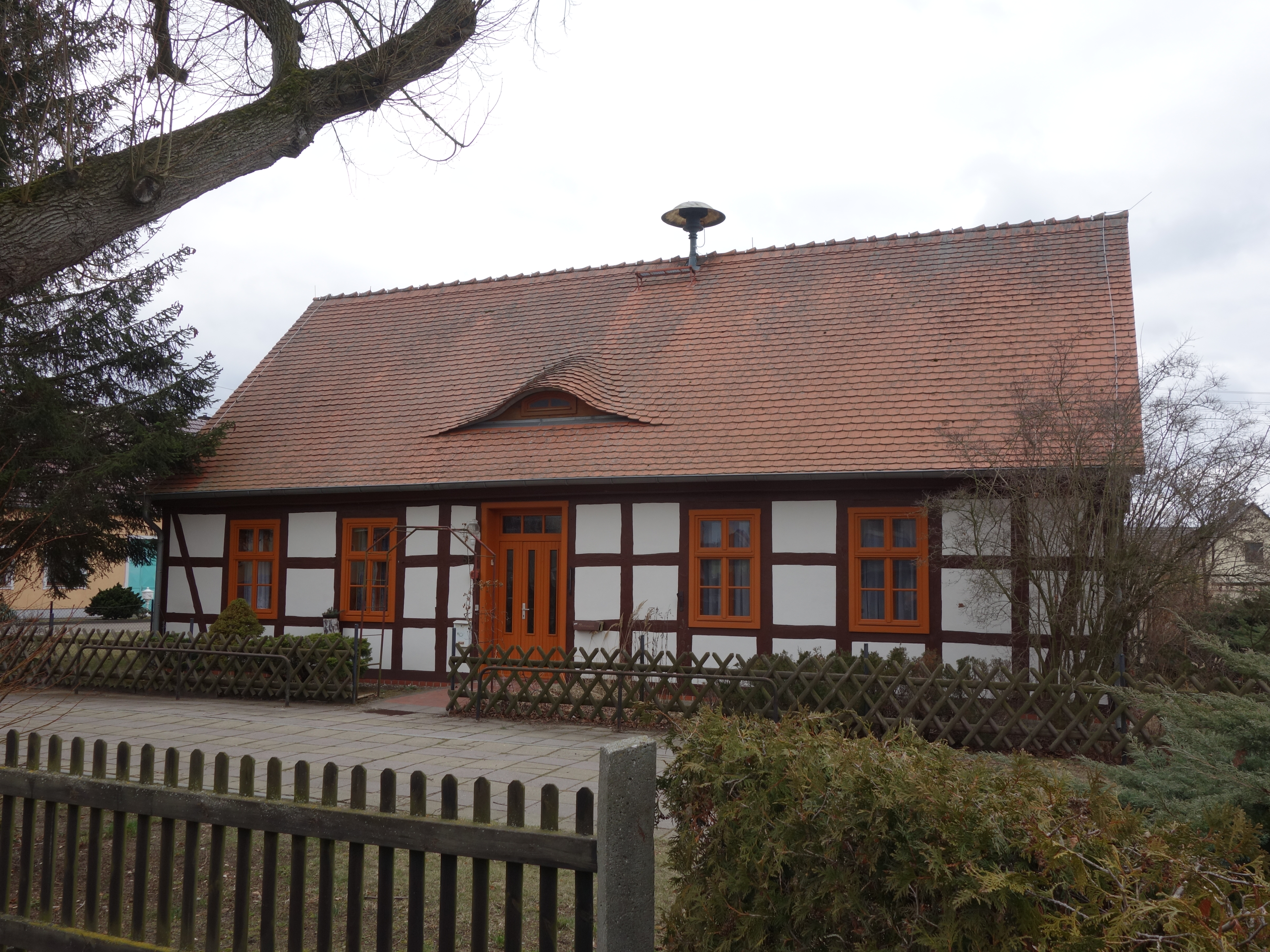
Frühere Schule
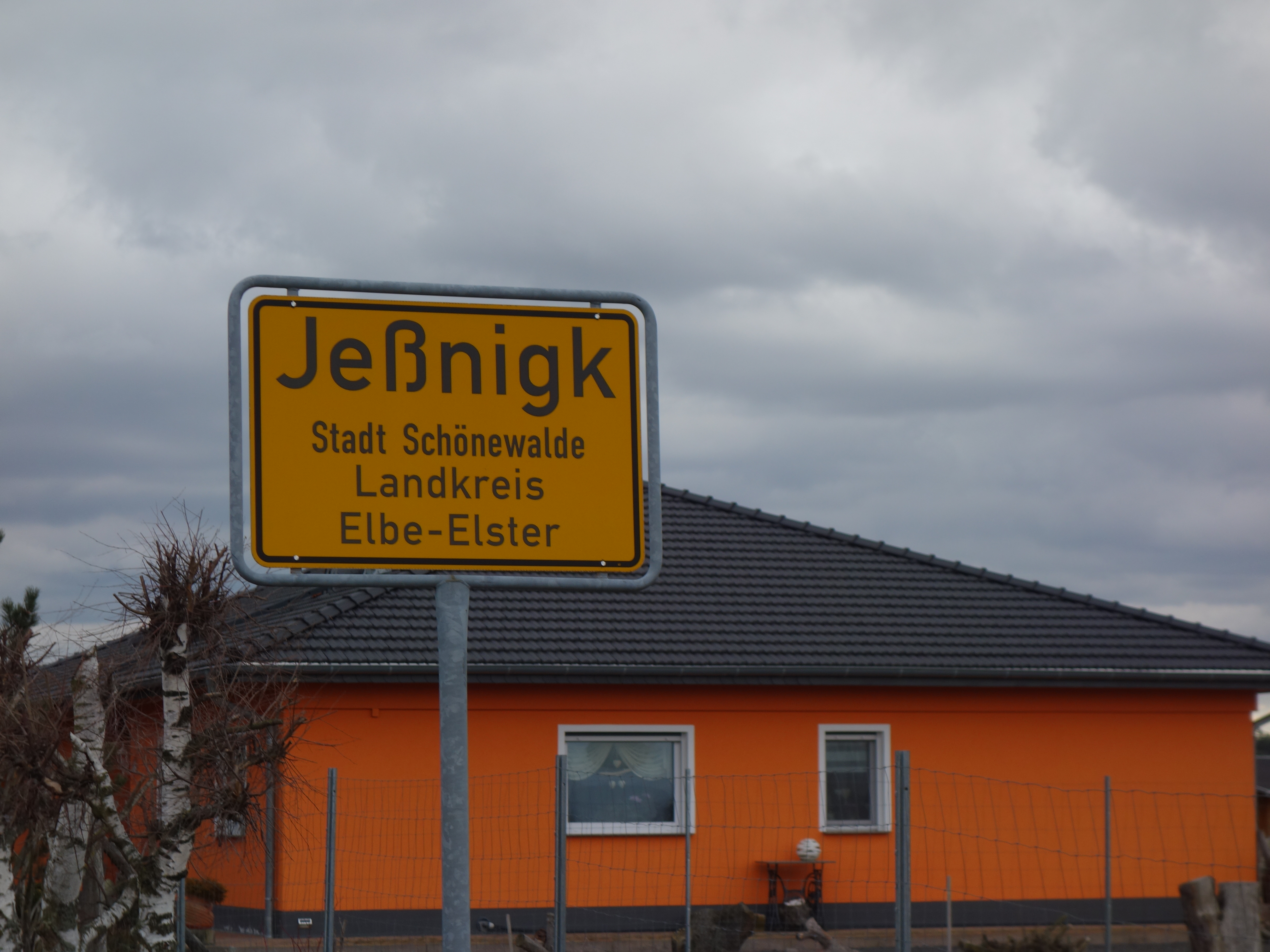
Ortstafel
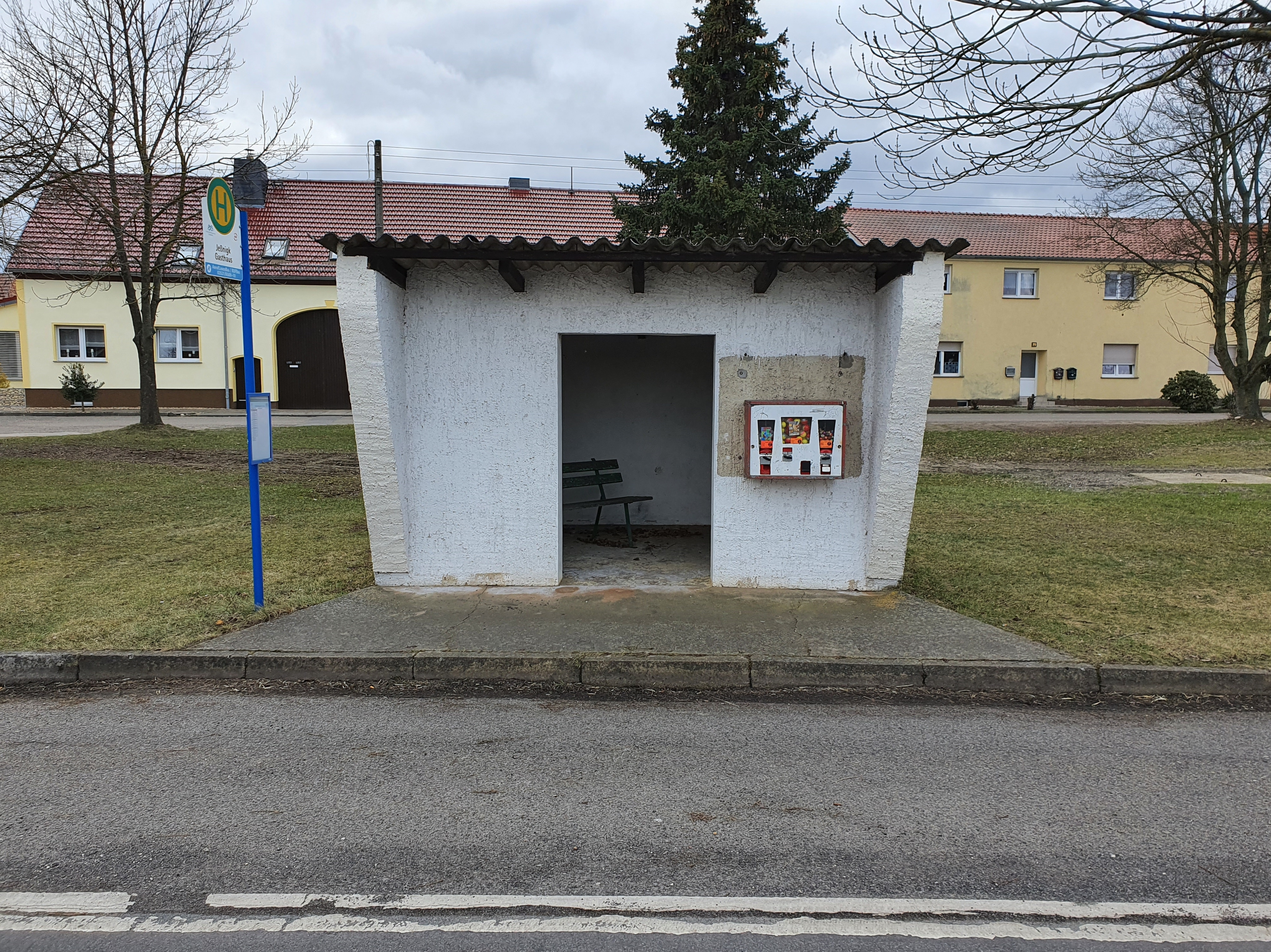
Bushaltestelle